# Episimus semicirculana
Episimus semicirculana is een vlinder uit de familie van de bladrollers (Tortricidae). De wetenschappelijke naam van de soort is voor het eerst gepubliceerd in 1863 door Francis Walker.
De soort komt voor in Dominica, Honduras, Nicaragua, Costa Rica, Panama, Venezuela, Guyana, Brazilië en Peru.